# Уолкер, Кристофер
Кристофер Джей Уолкер (англ. Christopher J. Walker, 1942 — 2017) — британский историк, автор книг по истории Армении, исламского мира и Британии. 
Его книга "Армения: Выживание нации" была охарактеризована как "сбалансированное представление" событий времен геноцида армян.

## Работы
- Oliver Baldwin: A Life of Dissent, ISBN 9781900850865, 2003
- Armenia and Karabagh, ISBN 9781873194003, 1991
- Armenia: The Survival of a Nation, ISBN 9780312049447, 1980; ISBN 9780312042301, 1990
- Visions of Ararat (writings on Armenia), ISBN 9781850438885, 2005
- "At History’s Crossroad: The making of the Armenian nation, " (The Armenians: From Kings and Priests to Merchants and Commissars) (Book review) Weekly Standard Nov 27, 2006.

## Источник
- Caravans to Oblivion: The Armenian Genocide, by G. S. Graber, 1996, p. 29